# Three 6 Mafia
Three 6 Mafia (seit 2013 Da Mafia 6ix; auch bekannt als Triple Six Mafia, Backyard Posse) ist eine 1991 von DJ Paul, Lord Infamous und Juicy J gegründete US-amerikanische Rap-Gruppe aus Memphis, Tennessee. DJ Paul und Juicy J sind die einzigen ständigen Mitglieder. Three 6 Mafia gewannen bei der Oscarverleihung 2006 einen Oscar in der Kategorie Bester Song (Original Song) für den Song It’s Hard Out Here for a Pimp aus dem Film Hustle & Flow. Sie sind damit die erste Hip-Hop-Gruppe, die einen Oscar gewonnen hat.

## Geschichte
Die Gruppe wurde 1991 von DJ Paul (Paul Beauregard), Juicy J (Jordan Houston) und Lord Infamous (Ricky Dunigan) als Backyard Posse gegründet, kurz darauf in Triple 6 Mafia umbenannt (später Three Six Mafia) und von Koopsta Knicca, Gangsta Boo und Crunchy Black auf sechs Mitglieder vergrößert. 1991 bis 1996 veröffentlichte die Gruppe viele Kassetten, die außer den genannten Mafia-Mitgliedern verschiedene andere Rapper aus Memphis beinhalteten. In den nächsten Jahren erscheinen viele EPs, erst auf Prophet Entertainment, dann auf dem eigenen Label Hypnotize Minds Records.
Nachdem sie 1998 mit Late Nite Tip und Tear Da Club Up ’97 zwei kleinere Hits gehabt hatten, veröffentlichten Juicy J und DJ Paul Soloalben verschiedener Bandmitglieder (Gangsta Boo, Koopsta Knicca), Soloalben externer Künstler (Project Pat, The Kaze) und Sampler (Tear Da Club Up Thugs, Hypnotize Camp Posse, Da Headbussaz und Prophet Posse) und Three 6 Mafia unterschrieben bei Sony.
2000 erschien das Album When the Smoke Clears, welches auf Platz 6 Billboard-200-Charts einstieg. Die Single Sippin' on Some Syrup stieg auf Platz 30 der U.S. Hot-R&B-Charts. Im selben Jahr verließ Koopsta Knicca aufgrund eines Streits um Geld die Gruppe. Gangsta Boo stieg 2001 wegen religiöser Differenzen aus.
2003 veröffentlichten Three 6 Mafia das Album Da Unbreakables. Gastauftritte darauf haben Lil’ Flip, Pimp C, Lil Wyte, Frayser Boy und Project Pat.
Am 5. März 2006 gewannen Three 6 Mafia als erste schwarze Musikgruppe den Oscar für den Besten Song. Sie sind auch die ersten Hip-Hop-Künstler, die bei der Preisverleihung auftraten. Der den Erfolg bringende Song war It’s Hard out Here for a Pimp vom Hustle-&-Flow-Soundtrack. Damit sind Three 6 Mafia die zweiten Rapkünstler, nach Eminem 2002, die einen Oscar erhielten. Am 7. Juni 2006 gab das Label Sony den Austritt von Crunchy Black bekannt. Als Grund gab er sein Soloalbum an, das DJ Paul und Juicy J seit mehreren Jahren nicht fertig schreiben würden. Am 5. April 2007 startete mit Adventures in Hollyhood eine Realityshow auf MTV, in der die beiden letzten verbleibenden Mitglieder der Band, DJ Paul und Juicy J, ihr tägliches Leben filmen ließen.
2013 vereinigten sich auf das bestreben von Lord Infamous DJ Paul, Crunchy Black, Gangsta Boo, Koopsta Knicca sowie Lord Infamous selbst unter dem Namen Da Mafia 6ix.
Im Dezember 2013 starb Lord Infamous in Memphis, Tennessee an einem Herzinfarkt.
Ende Mai 2014 gab DJ Paul bekannt, dass Gangsta Boo nicht mehr weiter bei Da Mafia 6ix mitwirken werde und kündigte im Juli 2014 das Erscheinen des Albums Watch What U Wish am 31. Oktober 2014 an.
Am 9. Oktober 2015 starb Koopsta Knicca im Alter von 40 Jahren an einem zerebralen Aneurysma.

## Stil
Three 6 Mafia ist vor allem für ihre teilweise wilden und abenteuerlichen Samples bekannt, wie für ihre Texte, die selbst für Rap-Verhältnisse stark auf Drogen, Gewalt und Pornographie zentriert sind. Außerdem enthalten vor allem frühere Tracks von ihnen viele okkultistische Anspielungen. Three 6 Mafia gehören zur Szene des Dirty South Hip Hops aus den Südstaaten.
Hip-Hop-Magazin The Source beschrieb ihren Stil 2003 als eine Artikulation der Hölle auf Erden, von Armut und Verbrechen in den Ghettos der US-amerikanischen Großstädte.
Auf nahezu jedem Album, das auf dem eigenen Label Hypnotized Minds erschien, ist ein Talking-Track enthalten, in welchem auf bereits erschienene Alben aufmerksam gemacht wird und neue Alben angekündigt werden. Mittlerweile wird dies von vielen Crews kopiert.
Three 6 Mafia haben mit ihrem Style viele Crews im Süden der Vereinigten Staaten beeinflusst. Ein Markenzeichen der Produktionen von DJ Paul und Juicy J ist eine schnelle Hi-Hat sowie die für viele Dirty-South-Produktionen charakteristischen 808-Drums.

## Ehemalige Mitglieder
- Juicy J
- Playa Fly
- Kingpin Skinny Pimp
- Indo G
- Gangsta Blac
- MC-Mack
- Lil Glock & S.O.G.
- La’ Chat
- T-Rock™
- Gangsta Boo
- Lord Infamous († 2013)
- Koopsta Knicca († 2015)

## Trivia
- Das Lied Some Bodies Gonna Get It ist der Eintrittssong vom WWE-Wrestler Mark Henry.
- Im Film Rocky Balboa wird It’s a Fight beim Einlaufen des Champions Mason Dixon gespielt.
- Im Film Jackass Number Two haben sie einen Kurzauftritt und steuern außerdem mit Gettin’ Fucked Up einen der Titelsongs bei.
- Im Film Baby Boy wird  Baby Mama gespielt, während Tyrese seine Exfreundin besucht.

## Diskografie

### Studioalben
| Jahr | Titel                                   | Höchstplatzierung, Gesamtwochen, AuszeichnungChartsChartplatzierungen (Jahr, Titel, Platzierungen, Wochen, Auszeichnungen, Anmerkungen) | Anmerkungen                              |
| Jahr | Titel                                   | US | Anmerkungen                              |
| ---- | --------------------------------------- | --- | ---------------------------------------- |
| 1995 | Mystic Stylez                           | — | Erstveröffentlichung: 30. Mai 1995       |
| 1996 | Chapter 1: The End                      | US126 (3 Wo.)US | Erstveröffentlichung: 3. Dezember 1996   |
| 1997 | Chapter 2: World Domination             | US40 Gold · (29 Wo.)US | Erstveröffentlichung: 4. November 1997   |
| 2000 | When the Smoke Clears: Sixty 6, Sixty 1 | US6 Platin · (23 Wo.)US | Erstveröffentlichung: 13. Juni 2000      |
| 2001 | Choices: The Album                      | US19 (12 Wo.)US | Erstveröffentlichung: 28. August 2001    |
| 2003 | Da Unbreakables                         | US4 Gold · (14 Wo.)US | Erstveröffentlichung: 24. Juni 2003      |
| 2005 | Choices II: The Setup                   | US10 (8 Wo.)US | Erstveröffentlichung: 29. März 2005      |
| 2005 | Most Known Unknown                      | US3 Platin · (49 Wo.)US | Erstveröffentlichung: 27. September 2005 |
| 2008 | Last 2 Walk                             | US5 (18 Wo.)US | Erstveröffentlichung: 24. Juni 2008      |

### EPs
- 1995: Live by Yo Rep

### Kompilationen
| Jahr | Titel                                | Höchstplatzierung, Gesamtwochen, AuszeichnungChartsChartplatzierungen (Jahr, Titel, Platzierungen, Wochen, Auszeichnungen, Anmerkungen) | Anmerkungen                             |
| Jahr | Titel                                | US | Anmerkungen                             |
| ---- | ------------------------------------ | --- | --------------------------------------- |
| 2000 | Underground Vol. 3: Kings of Memphis | US130 (2 Wo.)US | Erstveröffentlichung: 31. Oktober 2000  |
| 2005 | Most Known Hits                      | US154 (1 Wo.)US | Erstveröffentlichung: 15. November 2005 |

Weitere Kompilationen
- 1999: Underground Vol. 1: 1991–1994
- 1999: Underground Vol. 2: Club Memphis
- 2006: Smoked Out Music: Greatest Hits
- 2007: Prophet’s Greatest Hits

### Singles
| Jahr | Titel Album                             | Höchstplatzierung, Gesamtwochen, AuszeichnungChartplatzierungen (Jahr, Titel, Album, Platzierungen, Wochen, Auszeichnungen, Anmerkungen) | Höchstplatzierung, Gesamtwochen, AuszeichnungChartplatzierungen (Jahr, Titel, Album, Platzierungen, Wochen, Auszeichnungen, Anmerkungen) | Höchstplatzierung, Gesamtwochen, AuszeichnungChartplatzierungen (Jahr, Titel, Album, Platzierungen, Wochen, Auszeichnungen, Anmerkungen) | Höchstplatzierung, Gesamtwochen, AuszeichnungChartplatzierungen (Jahr, Titel, Album, Platzierungen, Wochen, Auszeichnungen, Anmerkungen) | Anmerkungen                                                                 |
| Jahr | Titel Album                             | DE | AT | UK | US | Anmerkungen                                                                 |
| ---- | --------------------------------------- | --- | --- | --- | --- | --------------------------------------------------------------------------- |
| 2005 | Stay Fly Most Known Unknown             | — | — | UK33 (2 Wo.)UK | US13 ×2Gold + Doppelplatin (Mastertone) · (23 Wo.)US                                                                                     | Erstveröffentlichung: 7. Juli 2005 feat. Young Buck & 8Ball & MJG           |
| 2006 | Poppin’ My Collar Most Known Unknown    | — | — | — | US54 Gold + Platin (Mastertone) · (10 Wo.)US                                                                                             | Erstveröffentlichung: 18. Januar 2006                                       |
| 2007 | Doe Boy Fresh Last 2 Walk               | — | — | — | US15 Gold · (22 Wo.)US | Erstveröffentlichung: 2. Januar 2007 feat. Chamillionaire                   |
| 2008 | Lolli Lolli (Pop That Body) Last 2 Walk | — | — | — | US18 Gold (Mastertone) + Platin · (20 Wo.)US                                                                                             | Erstveröffentlichung: 11. März 2008 feat. Project Pat, Young D & Superpower |
| 2009 | Shake My –                              | — | — | — | US75 (3 Wo.)US | Erstveröffentlichung: 8. September 2009 feat. Kalenna Harper                |
| 2009 | Feel It –                               | DE21 (7 Wo.)DE | AT20 (12 Wo.)AT | UK83 (1 Wo.)UK | US78 (2 Wo.)US | Erstveröffentlichung: November 2009 feat. Tiësto, Sean Kingston & Flo Rida  |

Weitere Singles
- 1995: Tear da Club Up
- 1997: Hit a Muthafucka
- 1997: Late Night Tip
- 2000: Who Run It
- 2000: Sippin’ on Some Syrup
- 2000: Tongue Ring
- 2001: Baby Mamam
- 2003: Ridin’ Spinners
- 2006: Side 2 Side
- 2007: Like Money
- 2008: That’s Right

## Filmografie
- 2001: Choices – The Movie
- 2004: Choices II – The Movie
- 2005: The Clean Up Man
- 2006: Jackass 2